# Volvox
Genre
Volvox est un genre d'algues vertes de la famille des Volvocaceae.
Les Volvox sont des colonies sphériques constituées d'organismes unicellulaires flagellés entourés de gangues gélatineuses, entourée par des cellules superficielles biflagellées et unies entre elles par des connexions cytoplasmiques. À l'intérieur de la colonie existent de multiples oospores. Ils sont constitués d'une unique cellule. Les Volvox se maintiennent à la surface de l'eau, pouvant ainsi pratiquer la photosynthèse.
Les colonies de cellules sont séparées en :
- cellules végétatives ou somatiques, petites et nombreuses
- cellules reproductrices grandes, peu nombreuses disposées à la périphérie de la colonie.

Chaque cellule est entourée par une enveloppe mucilagineuse avec des limites non confluentes et polygonales.
Pendant le développement embryonnaire, il y a des connexions cytoplasmiques entre les cellules.
Cet organisme multicellulaire primitif vit dans des eaux riches en oxygène. Morphologiquement, il a l'aspect d'une sphère vide.

## Passage de l'unicellularité à la multicellularité?
Volvox évoque le passage de l'unicellularité à la multicellularité, selon la théorie coloniale (1874). Volvox est composé de plusieurs cellules, c'est la multicellularité (ou pluricellularité).

## Reproduction
La dissémination des Volvox peut se faire par reproduction sexuée ou  par multiplication asexuée.
Reproduction : les colonies forment des gamètes mâles (spermatozoïdes) et des gamètes femelles (oosphères) qui sont libérés dans l'eau. Quand un spermatozoïde féconde une oosphère, il se forme un zygote diploïde qui se développe en une nouvelle colonie. Le cycle de reproduction de Volvox est de type haplophasique, anisogame.
Multiplication asexuée : la colonie mère peut se diviser et former des colonies filles à l'intérieur de la sphère ; quand la colonie mère meurt et se décompose, les colonies filles se trouvent libres.

## Liste d'espèces
Selon AlgaeBase (30 avril 2013) :
- Volvox africanus G.S.West
- Volvox amboensis M.F.Rich & M.A.Pocock
- Volvox aureus Ehrenberg
- Volvox barberi W.R.Shaw
- Volvox capensis M.F.Rich & M.A.Pocock
- Volvox carteri F.Stein, dont le génome a été séquencé en 2010
- Volvox chaos Linnaeus
- Volvox dissipatrix (W.R.Shaw) Printz
- Volvox fertilis Nayal
- Volvox gigas M.A.Pocock
- Volvox globator Linnaeus (espèce type)
- Volvox merrillii W.R.Shaw
- Volvox migulae (W.R.Shaw) Printz
- Volvox obversus (W.R.Shaw) Printz
- Volvox ovalis Pocock ex Nozaki & A.W.Coleman
- Volvox perglobator J.H.Powers
- Volvox pilula O.F.Müller
- Volvox pocockiae R.C.Starr
- Volvox polychlamys Korshikov
- Volvox powersii (W.R.Shaw) Printz
- Volvox rousseletii G.S.West
- Volvox spermatosphaera Powers
- Volvox tertius Meyer

Selon ITIS (30 avril 2013) :
- Volvox aureus Ehrenberg
- Volvox globator Linnaeus
- Volvox perglobator
- Volvox spermatosphaera Powers
- Volvox tertius A. Meyer
- Volvox weismannia Powers

Selon World Register of Marine Species (30 avril 2013) :
- Volvox aureus Ehrenberg, 1832
- Volvox chaos Linnaeus, 1758
- Volvox dissipatrix (W.R.Shaw) Printz, 1927
- Volvox ferrisii N.Isaka, Matzuzaki & Nozaki, 2012
- Volvox globator Linnaeus, 1758
- Volvox kirkiorum Nozaki, H. Kawai-Toyooka & N.Isaka, 2012
- Volvox ovalis Pocock ex Nozaki & A.W.Coleman, 2011
- Volvox powersii (W.R.Shaw) Printz, 1927
- Volvox spermatosphaera Powers, 1908
- Volvox tertius Meyer, 1896

### Vidéographie
- Volvox, une algue verte coloniale (video 1) , Youtube, par DelarueBioMedia
- Volvox, une algue verte coloniale (video 2) , Youtube, par DelarueBioMedia
- Volvox, les ponts cytoplasmiques , Youtube, par DelarueBioMedia
- Volvox, la reproduction asexuée, Youtube, par DelarueBioMedia
- Volvox (microscopie sur fond noir) , Youtube, GRENDEL 1997 さんのチャンネル